# ホミサイド (プロレスラー)
ホミサイド（Homicide、1977年3月20日 - ）は、アメリカ合衆国のプロレスラー。
本名、ネルソン・エラーゾ（Nelson Erazo）。ノートリアス187の異名をとる。

## 経歴
1993年2月17日に地元・ブルックリンでプロレスデビュー。数々のインディ団体で活動し、自らもJAPW（ジャージー・オールスター・プロレスリング）を主催している。
ROHへのレギュラー参戦を開始した2002年には、大日本プロレスへの参戦を通して初来日。11月にニューヨークのクイーンズを舞台に大日本プロレスのジュニアヘビー級王座を獲得し、結果としてこの王座の最終保持者となった。
2003年にはZERO-ONE（現ZERO1）に参戦。また、2004年3月7日開催のハッスル2にスポット参戦し、14日の札幌では天下一ジュニア＆3団体ジュニア王座に挑戦した。
2005年にTNAと契約し、コナン、ヘルナンデスらと「LAX」（ラテン・アメリカン・エクスチェンジ）を結成。ヘルナンデスとのコンビではAJスタイルス・クリストファー・ダニエルズ組を破り、NWA世界タッグチーム王座を獲得している。
2006年にはブライアン・ダニエルソンを破りROH世界ヘビー級王座を獲得。
2007年、ROHおよびその他のインディ団体から撤退し、TNA専属となる。

## 得意技
ダ・グリンゴ・キラー（TNA/白人殺し）／ダ・コップ・キラー（TNA以外の団体/警官殺し）
グレゴリー・ヘルムズのバーター・ブレイカーと同型。相手に背中を向けた状態から決めるパターンと、相手の背後から決めるパターンがある。
ウエスト・ブルックリン・ラリアット
走りこみ式のラリアット。繰り出す前に肘のサポーターを外すのが特徴。大型レスラーへの決め技として使用することが多い。
STF
蝶野正洋のものと同型。足をクロスさせて決めるパターンもある。TNAではほとんど使用していない。
カッター
エースクラッシャーと同型。コーナーから雪崩式で決める場合はグリンゴ・カッターと呼ばれる。
スリー・アミーゴス
エディ・ゲレロのものと同型。同じラティーノであるエディへの追悼の意を込めて使用している。
トペ・コンヒーロ
リング内から場外の相手に向かって、ロープを飛び越えつつ前転して背中から相手に突っ込んでいく。ホミサイドはトップロープとセカンドロープの間を抜けていく珍しいタイプを多用する。

## タイトル歴
ROH
- ROH世界王座 : 1回（第8代）
- ROH世界タッグ王座 : 1回

TNA
- TNA Xディヴィジョン王座 : 1回

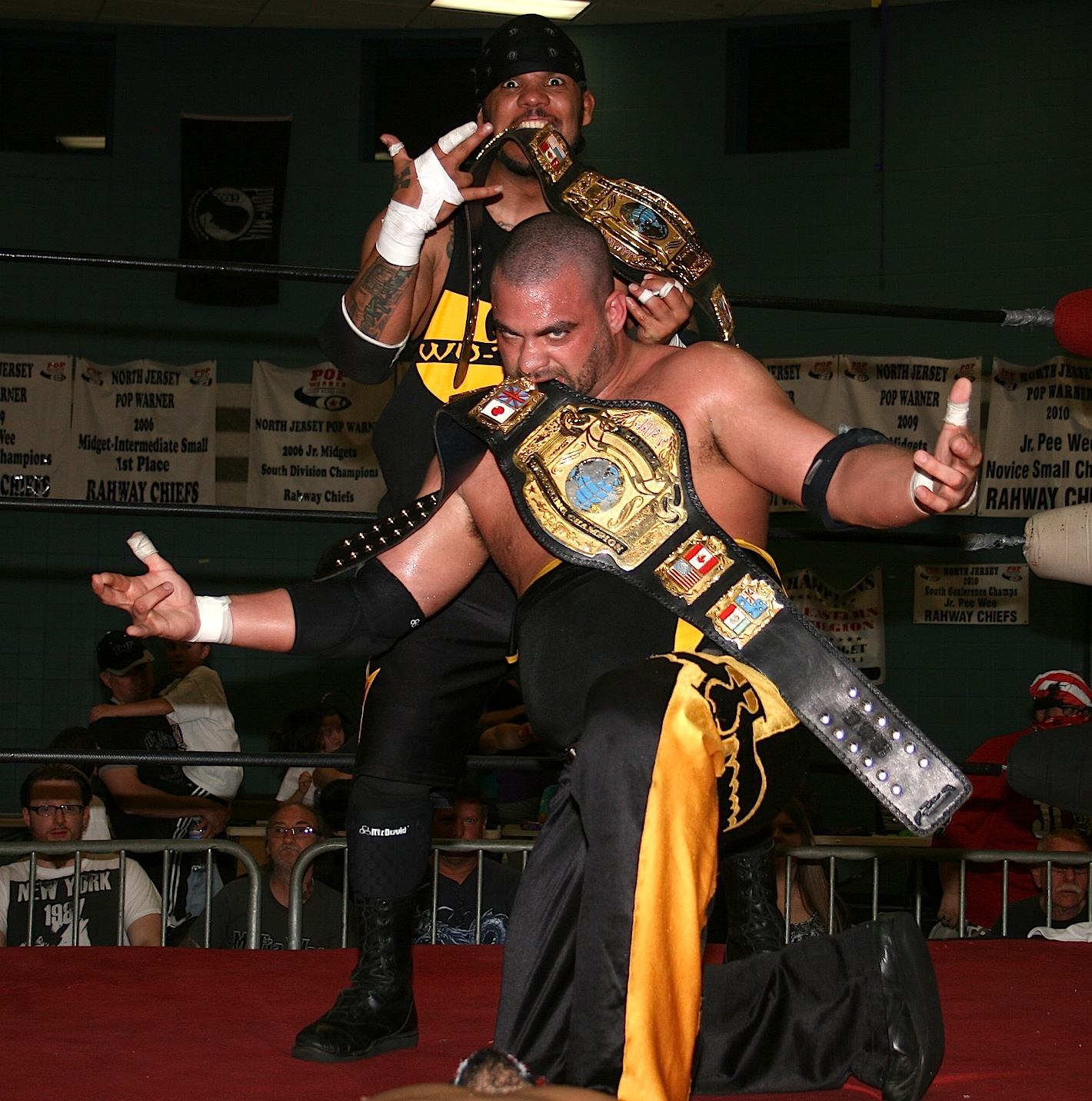
JAPWタッグ王座

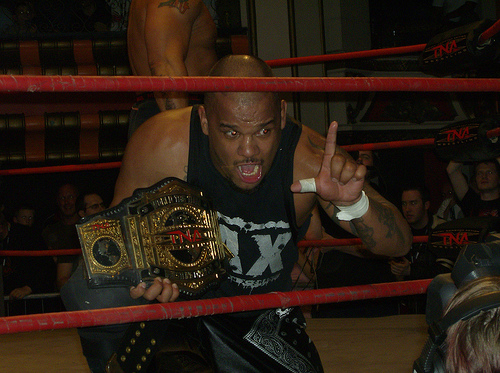
TNA世界タッグ王座

- NWA世界タッグチーム王座 : 2回（どちらもLAXとして）
- TNA世界タッグ王座 : 1回

NWA
- NWA世界ジュニアヘビー級王座 : 1回（第126代）

大日本プロレス
- BJW認定ジュニアヘビー級王座 : 1回（第13代）

その他、米インディ団体を中心にベルト獲得歴多数。

## その他
- 選手としてだけではなく指導者としても活躍。ロウキー、Bボーイといった選手たちを育てた。
- 大日本プロレスへの初来日の際に、後楽園ホールの2階席バルコニーからダイビング・エルボーを放った。
- 2003年のZERO-ONE参戦時に葛西純を後楽園ホールの2階席バルコニーから突き落とした。
- エラーゾの異名にある「187」とは、カリフォルニア州刑法第187条が殺人を取り上げていることから転じた殺人を表すスラングである。また、TNAでエラーゾがよく口にする「5150」は、ロサンゼルス市警察における「犯罪を起こす可能性のある狂人」を表す暗号である。